# Ivo Fiorentini
Ivo Fiorentini (Faenza, 11 maggio 1898 – Faenza, 1992) è stato un allenatore di calcio italiano.

## Carriera
Costruì la sua carriera allenando molti club italiani. Emerso dalle categorie inferiori arrivò in Serie B allenando prima la Pro Vercelli e poi l'Atalanta, guidandola nella storica promozione in Serie A della stagione 1939-1940.
L'anno successivo con i bergamaschi conquista il quinto posto nel massimo campionato, meritandosi la chiamata dell'Ambrosiana-Inter.
Passa quindi al Livorno, dove ottiene uno storico secondo posto nel massimo campionato, con lo scudetto sfumato solo all'ultima giornata. La stagione seguente si sospende, come le altre attività sportive, a causa della Seconda guerra mondiale.
Al termine della guerra ritorna sulla panchina del Livorno, e l'anno successivo su quella dell'Atalanta, dove conduce la squadra alla salvezza. Dopo altri due anni a Bergamo si siede prima sulla panchina del Venezia e poi su quelle di Lucchese Libertas e Sampdoria, sempre nel massimo campionato.
Dopo un anno di inattività accetta di scendere in Serie B con il Parma, dove allena per due anni, al termine dei quali torna al Livorno, nel frattempo sceso in Serie C, e poi al Messina.
Gli ultimi anni della carriera li passa nella sua terra di origine, allenando Imola e Faenza.